# 글레이드 인터페이스 디자이너
글레이드 인터페이스 디자이너(Glade Interface Designer)는 그놈의 추가 구성요소가 포함된 GTK용 그래픽 사용자 인터페이스 빌더이다. 3번째 버전의 글레이드는 프로그래밍 언어 의존적이며 이벤트를 위한 코드를 생성하지는 않고 적절한 바인딩에 사용할 수 있는 XML 파일을 생성한다.(에이다 프로그래밍 언어를 사용하는 GtkAda 등)
글레이드는 GNU 일반 공중 사용 허가서로 배포되는 자유-오픈 소스 소프트웨어이다.

## 같이 보기
- 인터페이스 빌더
- 마이크로소프트 블렌드